# Deltana
Deltana é uma Região censo-designada localizada no estado americano de Alasca, na Região Censitária de Southeast Fairbanks.

## Demografia
Segundo o censo americano de 2000, a sua população era de 1570 habitantes.

## Geografia
De acordo com o United States Census Bureau, a localidade tem uma área de 1463,7 km², dos quais 1456,1 km² cobertos por terra e 7,6 km² cobertos por água.

## Localidades na vizinhança
O diagrama seguinte representa as localidades num raio de 56 km ao redor de Deltana.